# Helke Nieschlag
Helke Nieschlag (ur. 9 września 1988 r. w Getyndze) – niemiecka wioślarka.

## Osiągnięcia
- Mistrzostwa Świata – Poznań 2009 – czwórka podwójna wagi lekkiej – 1. miejsce[1].